# Kaiki
Kaiki Bruno da Silva (ur. 8 marca 2003 w Betim) – brazylijski piłkarz występujący na pozycji lewego obrońcy, od 2021 roku zawodnik Cruzeiro.